# Білокам'янка (Мурманська область)
Білокам'янка (рос. Белокаменка) — село у Кольському районі Мурманської області Російської Федерації.
Населення становить 84 особи. Належить до муніципального утворення Междуреченське сільське поселення .

## Населення
| 2002 | 2010 |
| ---- | ---- |
| 117  | ↘84  |